# 쓰키가타촌 (니가타현)
쓰키가타촌(月潟村)은 니가타현 니시칸바라군에 설치되었던 촌이다. 2005년 3월 21일에 니가타시 미나미구에 편입 합병으로 소멸하였다.

## 지리
나카노구치 평야의 좌안을 따라 시가지·취락이 형성되어 있어 작은 상가도 있다 

## 역사
- 1889년 4월 1일 - 정촌제 시행과 함께 합병으로 아키쓰촌, 우치고촌, 마가리도리촌이 성립하였다.
- 1901년 11월 1일 - 아키쓰촌, 우치고촌, 마가리도리촌이 합병해 쓰키가타촌이 성립하였다.
- 2005년 3월 21일 - 니가타시에 편입 합병으로 소멸하였다.

## 행정
- 촌장 : 가네코 요시유키(1982년 3월 7일부터)

## 교통

### 도로
- 국도 460호선